# 北陀镇
北陀镇，是中华人民共和国广西壮族自治区贺州市昭平县下辖的一个乡镇级行政单位。

## 行政区划
北陀镇下辖以下地区：
乐群村、民福村、风清村、敬业村、立教村、善政村、良佑村、大贤村、上贤村、平恩村、观音村、大龙村和山秀村。